# Семіх Киличсой
Семіх Киличсой (тур. Semih Kılıçsoy, нар. 15 серпня 2005, Газіосманпаша) — турецький футболіст, нападник «Бешикташа» і національної збірної Туреччини.

## Клубна кар'єра
Народився 15 серпня 2005 року в місті Газіосманпаша. Займався футболом у командах «Гоп Венюс», «Арнавуткей Яйласпор», а з 2016 року приєднався до академії «Бешикташа».
У дорослому футболі дебютував 2023 року виступами за головну команду «Бешикташ», де вже від початку сезону 2023/24 почав регулярно з'являтися у стартовому складі.

## Виступи за збірні
2019 року дебютував у складі юнацької збірної Туреччини (U-14), загалом на юнацькому рівні за команди різних вікових категорій взяв участь у 27 іграх, відзначившись 21 забитими голами.
Від 2024 року залучається до складу молодіжної збірної Туреччини. На молодіжному рівні зіграв у 2 офіційних матчах, забив 2 голи.
4 червня 2024 року дебютував в офіційних матчах у складі національної збірної Туреччини, а за декілька днів був включений до її остаточної заявки на Євро-2024.
| Дата     | Місто   | Господарі | Результат | Гості     | Турнір           | Голи | Примітки |
| -------- | ------- | --------- | --------- | --------- | ---------------- | ---- | -------- |
| 4-6-2024 | Болонья | Італія    | 0 – 0     | Туреччина | товариський матч | -    | 82'      |
| Усього   |         | Матчів    | 1         |           | Голів            | 0    |          |

## Титули і досягнення
- Володар Кубка Туреччини (1):

«Бешикташ»: 2023–24
- Володар Суперкубка Туреччини (1):

«Бешикташ»: 2024